# Place Rapp
Pour les articles homonymes, voir Rapp.
La place Rapp est la principale place la ville de Colmar, en France, dans le département du Haut-Rhin.

## Situation et accès
Cette place publique est située dans le quartier centre.
On y accède par le boulevard du Champ-de-Mars, l'avenue de la République et le parc du Champ-de-Mars.
Cette place n'est pas desservie par les bus de la TRACE.

## Origine du nom
Le général Jean Rapp (1773 - 1821), natif de la ville, donne le nom à la place en 1856.

## Historique
La place sert de parking jusqu'en 2000, année où elle devient entièrement piétonne, le parking étant enterré sous la place.

## Bâtiments remarquables et lieux de mémoire
Sur cette place se trouvent des édifices remarquables[Lesquels ?].

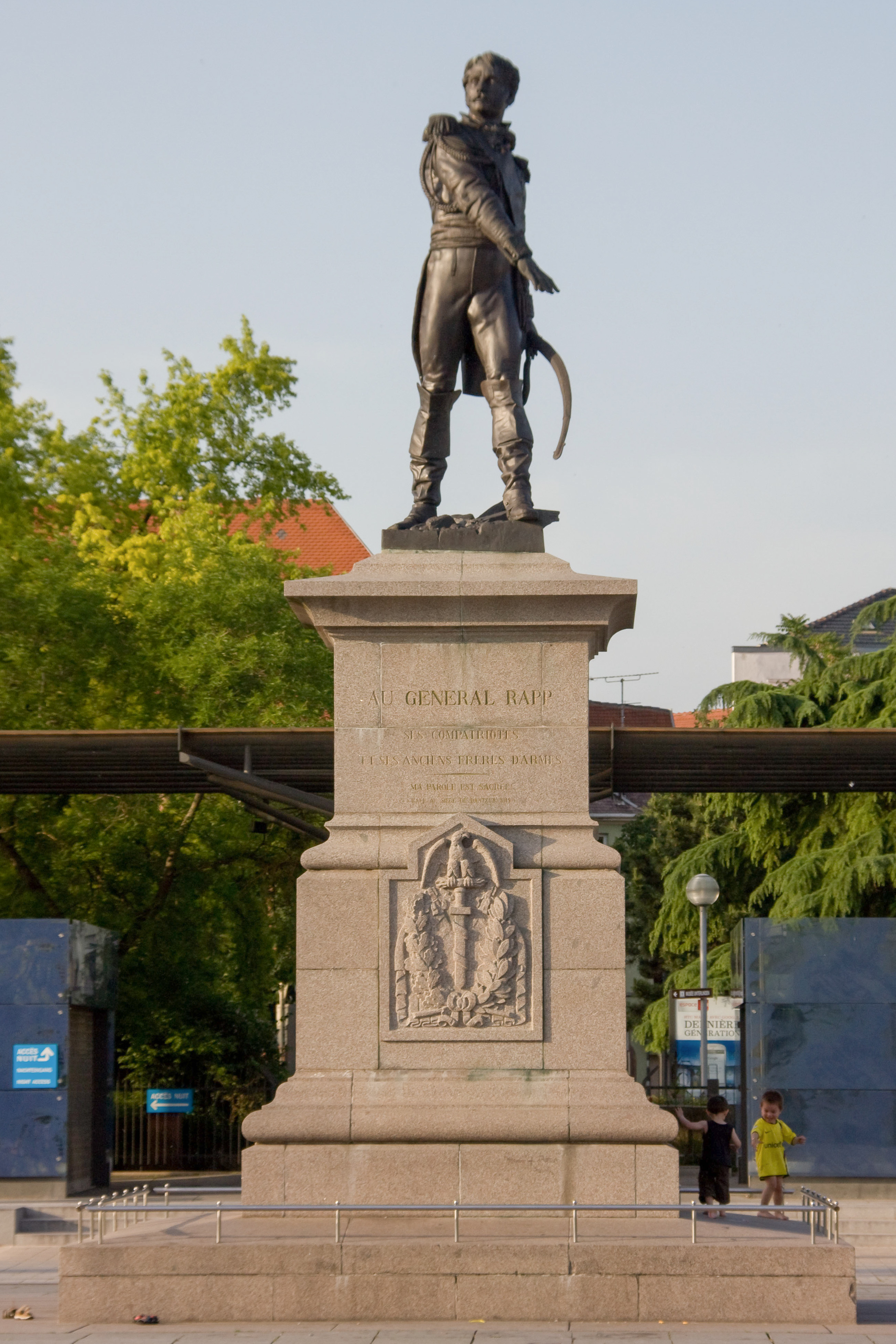
Statue du général Rapp (1860) Classé MH (1945)